# Le Procès de Viviane Amsalem
Pour les articles homonymes, voir Amsalem.
Série
Les Sept Jours
(2008)
Pour plus de détails, voir Fiche technique et Distribution.
Le Procès de Viviane Amsalem, ou parfois Gett, le procès de Viviane Amsalem (Gett, en hébreu : גט - המשפט של ויויאן אמסלם), est un film de procès franco-germano-israélien réalisé par Shlomi et Ronit Elkabetz, sorti en 2014.
Il clôt une trilogie commencée avec Prendre femme (2004) et poursuivie avec Les Sept jours (2008).
C'est aussi le dernier film de Ronit Elkabetz qui décédera 2 ans après la sortie.

## Synopsis
En Israël, Elisha refuse le divorce à sa femme, Viviane qui le demande depuis plus de trois ans. Dans le judaïsme le mari et la femme doivent chacun donner leur accord (guett) afin que le divorce religieux soit prononcé. Mais Viviane montre une grande détermination afin de lutter pour sa liberté...

## Fiche technique
Sauf indication contraire, les informations mentionnées dans cette section peuvent être confirmées par la base de données cinématographiques Unifrance,  présente dans la section « Liens externes ».
- Titre original : Gett ou גט - המשפט של ויויאן אמסלם
- Titre français : Le Procès de Viviane Amsalem
- Réalisation : Shlomi Elkabetz, Ronit Elkabetz
- Scénario : Shlomi Elkabetz, Ronit Elkabetz
- Photographie : Jeanne Lapoirie
- Montage : Joelle Alexis
- Production : Sandrine Brauer, Marie Masmonteil, Denis Carot, Michael Eckelt, Shlomi Elkabetz
- Société de production : Elzévir & Cie
- Société de distribution : Les Films du losange
- Pays de production :  France (majoritaire) et  Israël
- Langues originales : français et hébreu
- Format : couleur
- Genre : drame
- Durée : 115 minutes
- Dates de sortie : 
  - Belgique et France : 25 juin 2014[2]

## Distribution
- Ronit Elkabetz : Viviane Amsalem
- Simon Abkarian : Elisha
- Menashe Noy : Carmel
- Gabi Amrani : Haim
- Sasson Gabai : Simeon Amsalem
- Ze'ev Revach : Simo
- Dalia Beger : Donna Aboukassis

## Distinctions

### Récompenses
- Festival international du film des Hamptons 2014 : Golden Starfish Awards du meilleur film
- National Board of Review Awards 2014 : top 2014 des meilleurs films étrangers

### Nominations et sélections
- AFI Fest 2014 : sélection « World Cinema »
- Festival de Cannes 2014 : sélection « Quinzaine des réalisateurs »
- Festival international du film de Saint-Sébastien 2014 : sélection « Pearls »
- Festival international du film de Toronto 2014 : sélection « Contemporary World Cinema »
- Golden Globes 2015 : meilleur film en langue étrangère
- Satellite Awards 2015 : meilleur film en langue étrangère